# Берта Роджерс
35°19′ пн. ш. 99°11′ зх. д. / 35.31° пн. ш. 99.19° зх. д.Берта Роджерс — одна з найглибших у світі бурових свердловин. До Кольської надглибокої була найглибшою свердловиною на Землі. Знаходиться у окрузі Вашіта штату Оклахома.
Компанією GHK за 2 роки було досягнуто глибини в 31,441 футів (9,583 м). Але через високий тиск у свердловині подальше буріння стало неможливим.
Буріння було розпочато 25 жовтня 1972 року, і Lone Star знадобилося трохи більше півтора років, щоб досягти 31 441 фут (9 583 м) 13 квітня 1974 року. Під час буріння свердловина зіткнулася з величезним тиском — майже 25 000 psi (172 369 кПа).). Жодних комерційних вуглеводнів не було знайдено до того, як буріння потрапило на розплавлену сірку, яка затверділа навколо бурильної колони, спричинивши скручування бурильної труби та втрату низу свердловини. Свердловину було заглушено та завершено в Granite Wash від 11 000 до 13 200 футів.

## Інші надглибокі свердловини
- Кольська надглибока свердловина
- 3-Новосхідниця
- Криворізька надглибока свердловина
- Шевченківська-1